# جائزة بلجيكا الكبرى 1960
جائزة بلجيكا الكبرى 1960 هو سباق فورمولا 1 أقيم بتاريخ 19 يونيو 1960 في حلبة دي سبا فرانكورشومب، بلجيكا. كان الخامس من أصل 10 في بطولة العالم لسباقات الفورمولا واحد موسم 1960. حلّ الأسترالي جاك برابهام أولا بينما جاء النيوزلندي بروس ماكلارين في المركز الثاني.